# Кен Г'юз
Кеннет Грем «Кен» Г'юз (англ. Kenneth Graham «Ken» Hughes; 19 січня 1922 — 28 квітня 2001) — англійський кінорежисер, сценарист та продюсер, відомий створенням дитячого фільму «Хі-хі, піф-паф!» (1968).

## Біографія
Г'юз народився у Ліверпулі.  Незабаром його сім'я переїхала до Лондона. Г'юз виграв конкурс аматорських фільмів у віці 14 років та працював проєкціоністом. Коли йому було шістнадцять, він пішов працювати на BBC техніком і став звукорежисером.
У 1941 році Г'юз почав знімати документальні та короткометражні фільми; він також знімав навчальні фільми для Міністерства оборони. Зрештою Г'юз повернувся до ВВС, де знімав документальні фільми.
Першим фільмом Г'юза як режисера став фільм категорії B "Широкий хлопчик" у 1952 році. Він також зняв короткометражний фільм "Справа Дрейтона" (1953), який став першим із серії фільмів "Скотланд-Ярд" (1953-1961), та фільми "Темні сходи" (1953) та "Анонімне вбивство" (1955). Г'юз також зняв фільми "Чорний 13" (1954) та "Будинок через озеро" (1954) для Hammer Film за мотивами власного роману Г'юз.
У 1959 році Г'юз отримав "Еммі" за написання телевізійної п'єси "Едді" (для Театру Алькоа ), в якій зіграв Міккі Руні.
У 1950-ті Г'юз знімає фільми переважно для студії Warwick Films продюсерів Ірвінга Аллена та Альберта Брокколі.
Г'юз став сценаристом та режисером фільму "Хі-хі, піф-паф!" (1968) продюсера Альберта Брокколі. Незважаючи на касовий успіх, фільм отримав негативні оцінки критиків, яким несподобалась,що фільм "занадто сентиментальний". "Фільм заробив багато грошей, але це насправді не дуже сильно мене задовольняє. Але з іншого боку, я робив фільми, які отримували нагороди в Берліні та інших місцях, та не заробляв на них грошей. І це теж не змушує мене почувати себе краще" - пригадував Г'юз.
Ірвінг Аллен спродюсував фільм "Кромвель" (1970). Це був "проєкт мрії" Г'юза, який називав його "найкращим, що я коли-небудь робив". У головних ролях знімались Річард Гарріс та Алек Гіннес, але фінансового успіху стрічка не мала. В результаті фінансового провалу, не вдалось зібрати кошти на наступним фільм "Десять днів, які сколихнули світ". 
Наприкінці 1970-х років Г'юз зіткнувся з фінансовими труднощами. Він вперше працював у США, знімаючи Мей Вест у її останньому фільмі "Секстетт" (1978). 
Останнім його фільмом став слешер "Нічна школа" (1981), в якому дебютувала Рейчел Ворд.

## Особисте життя та смерть
Г'юз мав три шлюби з двома жінкам. У 1946–1957 роки він був одружений із Шарлоттою Епштейн, а з 1970 по 1976 рік з Черрі Прайс, від якої у нього народилася дочка Мелінда, оперна співачка. Шлюб було розірвано у 1976 році, а Г'юз знову одружився з Епштейн у 1982 році.
Вони все ще були одружені, коли Г'юз помер від ускладнень від хвороби Альцгеймера у будинку престарілих в Лос-Анджелесі. 

## Фільмографія
- Семмі (1952) — сценарист
- Широкий хлопчик (1952) — режисер
- Справа Дрейтона (1953) — режисер, сценарист
- Зниклий чоловік (1953) — сценарист, режисер
- Вбивство при свічках (1953) — сценарист, режисер
- Чорний 13 (1953) — режисер, сценарист
- Темні сходи (1953) — режисер, сценарист
- Палаючий караван (1954) (короткометражка) — сценарист, режисер
- Пасажир до Токіо (1954) (короткометражка) — режисер
- Дивна справа Блонді (1954) (короткометражка) — сценарист, режисер
- Будинок через озеро (1954), він же Теплова хвиля — режисер, сценарист
- Мозкова машина (1955) — режисер, сценарист
- Маленька Червона Мавпа (1955) — режисер, сценарист
- Нічний літак до Амстердама (1955) — режисер
- Сповідь (1955) — режисер, сценарист
- Зсув часу (1955) — режисер
- Літаюче око (1955) — сценарист
- Джо Макбет (1955) — режисер, сценарист
- Поштовий штемпель задля небезпеки (1955), він же портрет Alisonr — письменника
- Анонімне вбивство (1955) (короткометражка) — режисер
- Злий, коли вони приходять (1956) — режисер, сценарист
- Місто на суді (1957) — сценарист
- Довгий шлях (1957) — режисер, сценарист
- Високий політ (1957) — сценарист
- Семмі (1958) — продюсер, сценарист, режисер
- Соло для Канарейки (1958) — письменник
- Театр Алькоа (1958) — сценарист епізода «Едді»
- Джазовий човен (1960) — режисер, сценарист
- Суд над Оскаров Вайльдом (1960) — режисер, сценарист
- В Ніку (1960) — режисер, сценарист
- Маленький світ Семмі Лі (1963) — режисер, сценарист
- Шпигунство (1964) — сценарист, режисер
- Поза людськими обмеженнями (1964) — режисер
- Ворог держави (1965) — сценарист
- Падай замертво, дорогенька (1966) — режисер, продюсер, сценарист
- Казино Рояль (1967) — режисер, сценарист
- Чих-Чих-Бум-Бум (1968) — режисер, сценарист
- Акула! (1969) — сценарист
- Кромвель (1970) — режисер, сценарист
- Семмі (1972) — сценарист
- Загроза (1973) — сценарист
- Колдіц (1974) — сценарист
- Смероносний проєкт (1974) — режисер
- Падіння орлів (1974) — сценарист
- Наберіть М для вбивства (1974) — сценарист
- Альфі Дарлінг (1975) — режисер, сценарист
- Нафта на Півночі: Крайній термін (1975) — епізод «Deadline» — сценарист
- Секстетт (1978) — режисер
- Нічна школа (1981) — режисер